# Софалија
Софалија (алб. Sofali) је насељено место у граду Приштини, на Косову и Метохији. Према попису из 2024. у насељу је живело 1.782 становника.

## Историја
Село је познато по насељу из енеолитског периода и гвозденог доба, средина III миленијума п. н. е. и VIII-3. века п.н.е.

## Становништво
Према попису из 2011. године, Софалија има следећи етнички састав становништва:
| Националност        | 2011.         |
| Албанци             | 1.758 (99.5%) |
| остали и недоступно | 9 (0.50%)     |
| Укупно              | 1.767         |

| Демографија | Демографија | Демографија |
| Година      | Становника  | Становника  |
| ----------- | ----------- | ----------- |
| 1948.       | 130         |             |
| 1953.       | 148         |             |
| 1961.       | 172         |             |
| 1971.       | 214         |             |
| 1981.       | 433         |             |
| 1991.       | 484         |             |
| 2011.       | 1.767       |             |